# Tom Buidhe
Der Tom Buidhe ist ein als Munro eingestufter, 957 Meter hoher Berg in Schottland. Sein gälischer Name kann in etwa mit Gelber Hügel übersetzt werden. Er liegt in der Council Area Angus in den Grampian Mountains etwa 15 Kilometer südwestlich von Ballater und 13 Kilometer südöstlich von Braemar auf dem weitläufigen Hochplateau zwischen den Bergen östlich des Cairnwell Pass und dem Plateau der White Mounth, dessen höchster Gipfel der nordöstlich benachbarte Lochnagar ist.

## Beschreibung
Anders als sein ansonsten weitgehend ähnlich aufgebauter nördlicher Nachbar, der einen Meter höhere Tolmount, der eine steil in das Glen Callater abfallende Nordwestseite besitzt, ist der Tom Buidhe von allen Seiten ein flacher grasiger Kegel, der sich wenig auffällig keine hundert Meter über das von weitem Moorland geprägte Plateau erhebt. Lediglich auf seiner Ostseite sind einzelne felsige Partien vorhanden, die zum White Water führen, einem der Quellflüsse des South Esk. Weiter östlich des Tom Buidhe fällt das Hochplateau mit steilen Felswänden in das Glen Doll ab, durch das der White Water den South Esk und das Glen Clova erreicht. Westlich schließt sich das zum 1064 Meter hohen Cairn of Claise und den weiteren Gipfeln östlich des Cairnwell Pass führende Plateau an. Etwa einen Kilometer südlich des Tom Buidhe führen die Wände The Dacies steil in das Canness Glen, durch das der auf der Hochfläche entspringende Canness Burn fließt, einer der Quellflüsse des Isla.

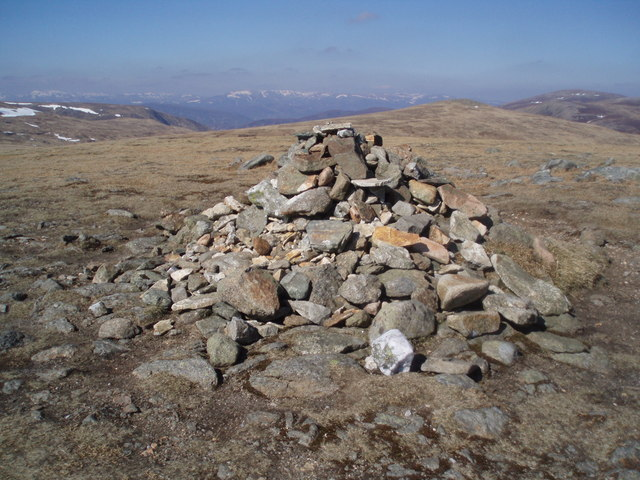
Der Gipfelcairn des Tom Buidhe, Blick nach Norden
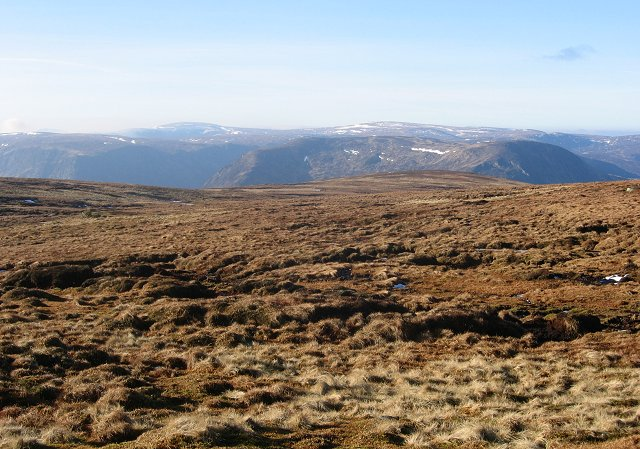
Blick von der Hochfläche östlich Glen Clova nach Westen, am Horizont Tom Buidhe (links) und Tolmount (rechts)
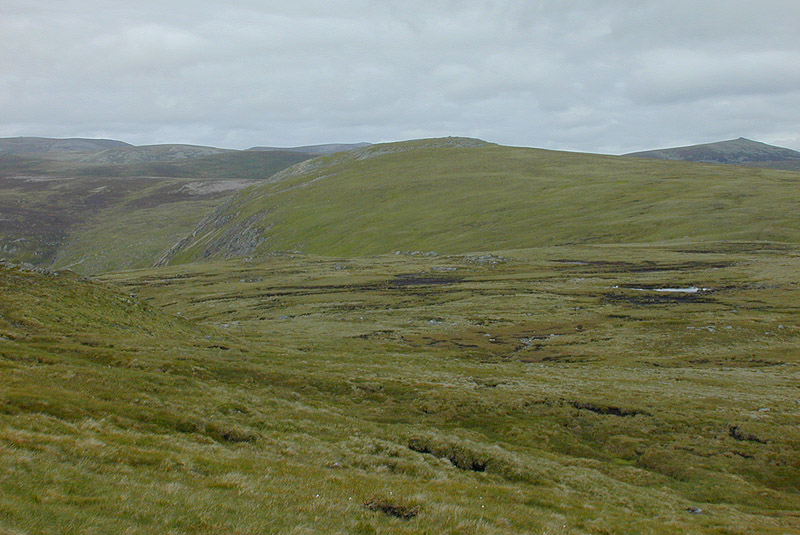
Blick vom Tolmount über das Moorland der White Mounth nach Süden zum Tom Buidhe

## Aufstieg
Aufgrund seiner Lage weit abseits öffentlicher Straßen und Ansiedlungen erfordern alle Touren zum Tom Buidhe lange Zustiege. Die meisten Munro-Bagger kombinieren seine Besteigung mit einer Tour auf den benachbarten Tolmount. Ein Ausgangspunkt ist die kleine Ansiedlung Auchallater an der A93 südlich von Braemar. Von dort kann der Tom Buidhe durch das Glen Callater und über Jock’s Road, ein alter, früher von Viehtreibern genutzter Weg aus den Highlands an die Küste, der das Plateau am Fuß des Tolmount quert, erreicht werden. Dieser Weg kann auch aus südöstlicher Richtung genutzt werden, Ausgangspunkt ist Glendoll Lodge am Ende der Fahrstraße im Glen Clova, durch das der Oberlauf des River South Esk verläuft. Weitere Zustiegsmöglichkeiten bestehen aus Richtung des Cairnwell Pass über den Cairn of Claise und das dortige Plateau.